# Don Gonzalo (1875)
El Don Gonzalo fue un lanchón que sirvió como transporte y pontón carbonero en la Armada Argentina.

## Historia
Con casco de dura madera paraguaya reforzado con piezas de hierro fundido y aparejado a balandra con bancada para 10 remeros, tenía una eslora de 16 m, manga de 4.75 m, puntal de 2.80 m, un calado de 1.60 m y un desplazamiento de 145 t. Llevaba una pluma para 10 t de carga y su bodega tenía una capacidad de 120 t.
Su tripulación era de entre 8 y 10 hombres.
En 1875 fue adquirido por el gobierno de la República Argentina y afectado al servicio de la Capitanía de Puertos de la ciudad de Buenos Aires para auxiliar al desembarco de pasajeros desde los buques surtos en Balizas Exteriores hasta el muelle, al alije de los mercantes que por su calado no podían entrar en el Riachuelo y como transporte de carbón desde los pontones carboneros fondeados en el río hasta los buques mercantes o de la Armada.
Al crearse a bordo del Coronel Paz el Depósito Correccional de Menores el Don Gonzalo fue utilizado como destino de trabajo forzado como carboneros para los menores castigados por faltas de conducta.
Por esa razón, la Memoria de Guerra y Marina estimaba para 1877 los ingresos que producía este trabajo de menores cuando se realizaba para el abastecimiento de mercantes en la suma de "$f 6000 siendo en consecuencia el primer buque que sirve al país sin presupuesto".
Otros buques que sirvieron en la Armada llevaron ese nombre: vapor Don Gonzalo (transporte, 1874) y vapor Don Gonzalo (ex Sirena, 1866), con servicio en la Guerra del Paraguay y en la rebelión jordanista.